# Phlyctaenomorpha sinuosalis
Phlyctaenomorpha sinuosalis là một loài bướm đêm trong họ Crambidae.